# Roma-Lager La Capelette
Das Roma-Lager La Capelette war von 2012 bis 2013 ein Versammlungsplatz der Roma in
Marseille. Das Lager im Stadtviertel La Capelette im 10. Arrondissement war der größte Versammlungsplatz von Roma im Stadtgebiet. Rund 400 Menschen lebten seit 2012 im Lager. Am 21. Oktober 2013 wurde es aufgrund eines Gerichtsbeschlusses geräumt.
Der Gerichtsbeschluss hatte den Roma zwei Monate Zeit gegeben, das Grundstück zu verlassen. Am Tag der Räumung rissen Bulldozer die Holzbauten ab und planierten das Gelände. Französische Menschenrechtler kritisierten das Vorgehen der Behörden. Die Betroffenen würden nun in andere Lager ziehen, die bereits überfüllt seien. Dies führe zu noch mehr Elend unter den Bewohnern, sagten Menschenrechtsaktivisten.